# KTO Rosomak

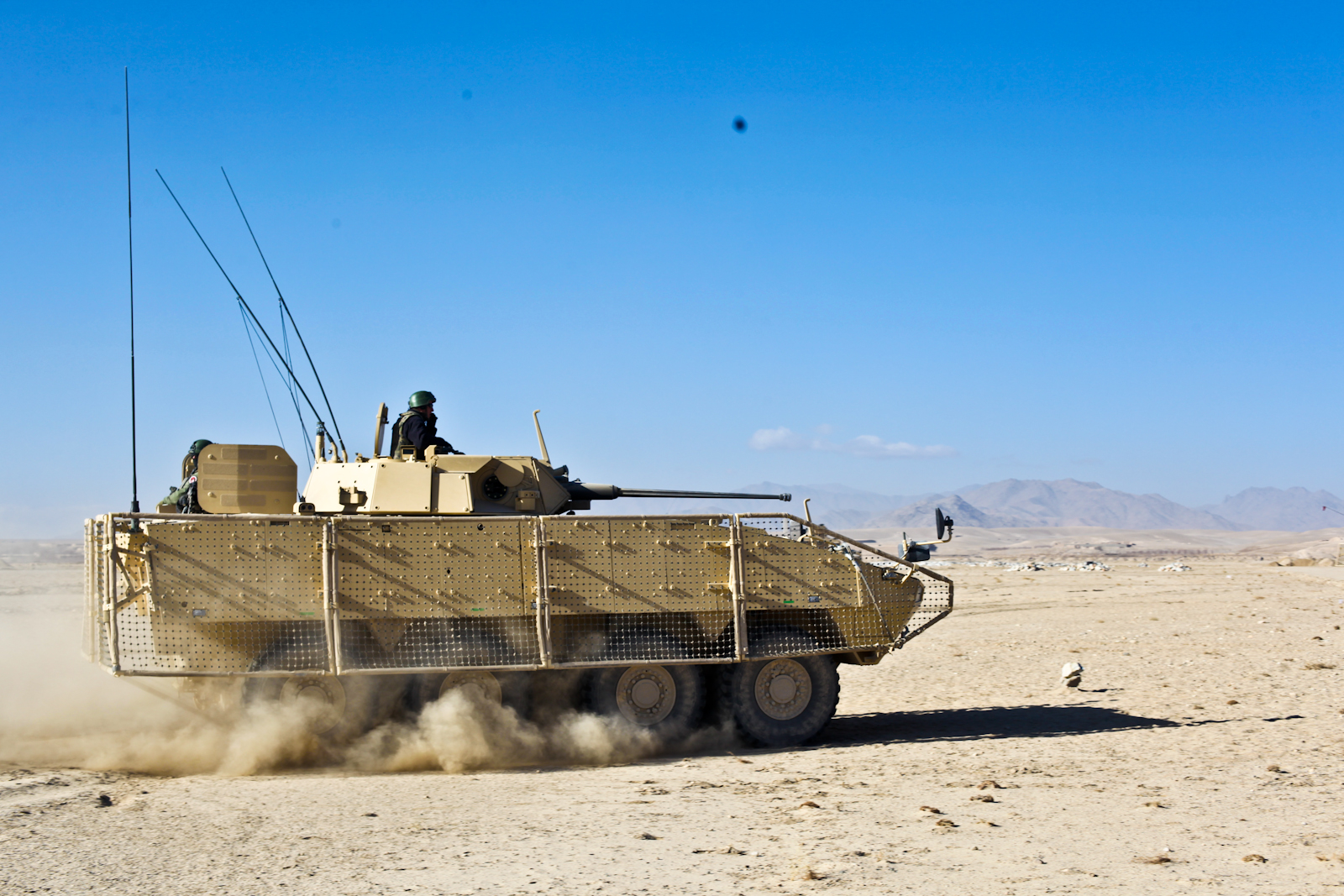
KTO Rosomak M1M w Afganistanie

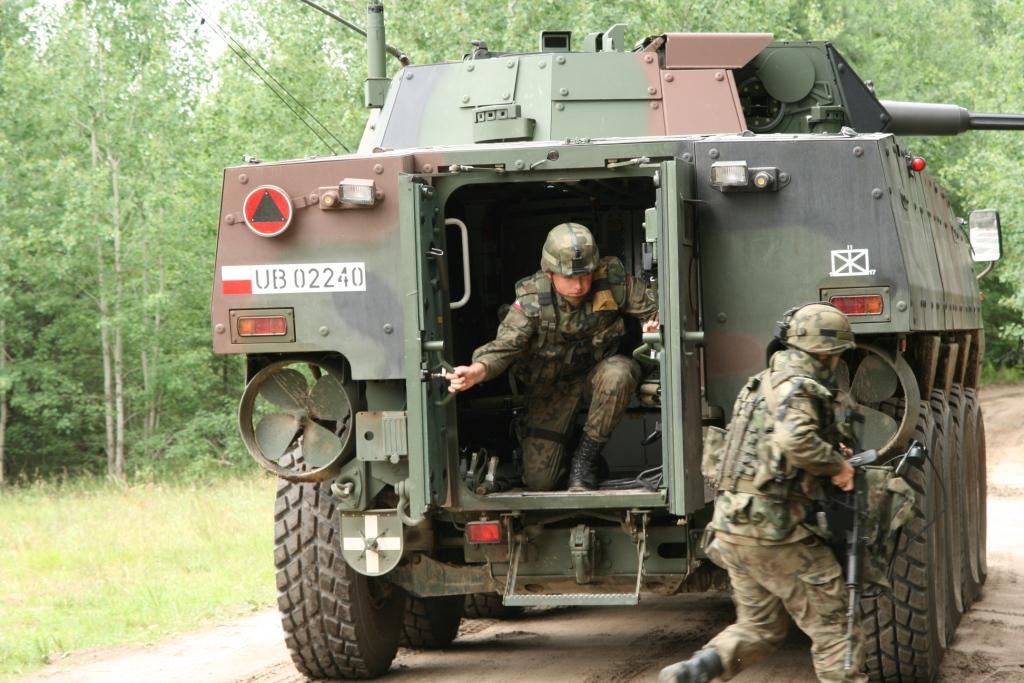
KTO Rosomak – ćwiczenia poligonowe

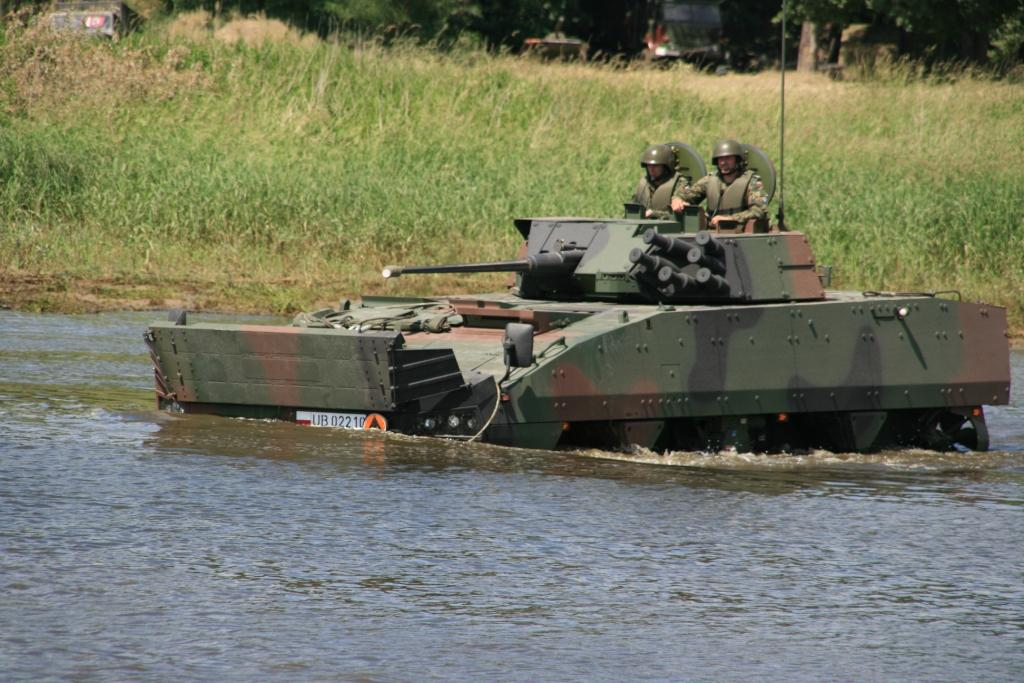
Pokonywanie przeszkody wodnej przez KTO Rosomak

Rosomak – kołowy transporter opancerzony (KTO), produkowany w wielu wersjach zabudowy i sukcesywnie modyfikowany w Polsce na podstawie licencyjnej wersji bazowej pojazdu AMV XC-360P, konstrukcji fińskiej firmy Patria. Znajduje się na uzbrojeniu Sił Zbrojnych RP. W podstawowej wersji uzbrojony jest w armatę kalibru 30 mm w wieży Hitfist.

## Historia
14 sierpnia 2001 roku Departament Polityki Zbrojeniowej Ministerstwa Obrony Narodowej ogłosił dwuetapowy przetarg na nowoczesne kołowe transportery opancerzone (KTO) dla Wojska Polskiego. W przetargu wystartowały trzy polskie przedsiębiorstwa oferujące konstrukcje zagraniczne, które miały być przez nie produkowane w razie wygranej, przy wymaganym stopniu polonizacji produkcji 32%. Wojskowe Zakłady Mechaniczne S.A. (WZM) z Siemianowic Śląskich zaproponowały transporter opancerzony XC-360 fińskiego przedsiębiorstwa Patria Vehicles Oy, oznaczony marketingowo jako Patria AMV (Armoured Modular Vehicle), dostosowany pod kątem spełnienia polskich kryteriów, w tym wymogu pływalności. Po próbach porównawczych, 10 grudnia 2002 roku AMV został wybrany przez komisję przetargową. Oferta WZM uzyskała w przetargu 76,19 pkt, a konkurencyjne: 68,3 pkt (Mowag Piranha IIIC oferowany przez Hutę Stalowa Wola) i 43,24 pkt (Steyr Pandur II oferowany przez OBRUM). W 2002 roku ogłoszono wymaganie, że podstawowa wersja uzbrojona ma być w działko automatyczne kalibru 30 mm, stanowiąc w istocie według porozumień międzynarodowych bojowy wóz piechoty. Nowe transportery miały zastąpić wycofane ze służby wozy OT-64 SKOT oraz umożliwić wycofanie części BWP-1. Nazwa „Rosomak” została wybrana w konkursie zorganizowanym przez miesięcznik „Nowa Technika Wojskowa”.
Umowę z Wojskowymi Zakładami Mechanicznymi (późniejszą spółką Rosomak S.A.) na dostawę 690 transporterów Rosomak w latach 2004–2013 podpisano 15 kwietnia 2003 roku. Za dostawę 690 transporterów Ministerstwo Obrony Narodowej miało zapłacić 4,925 miliarda złotych. Kwota ta obejmowała koszt 313 wież włoskiej konstrukcji OTO Melara Hitfist-30P z armatą 30 mm, za 308 milionów USD (w tym 241 wyprodukowanych w Polsce na licencji).  Wartość wieży Hitfist 30P dostarczanej przez Bumar wynosiła 53% wartości wozu, a cena pojedynczego transportera wynosiła ok. 10 mln zł. Faktyczny koszt okazał się wyższy w związku z nieplanowanym wzmocnieniem pancerza i innymi modyfikacjami niezbędnymi głównie dla polskich kontyngentów wojskowych. W ciągu 2004 roku prowadzono próby dwóch ulepszonych prototypów PL-1 i PL-2, których wyniki zatwierdzono 18 listopada 2004 roku, uznając, że konstrukcja spełnia wymagania wojska, z zaleceniem nielicznych poprawek.
Decyzją szefa Sztabu Generalnego WP z 31 grudnia 2004 przyjęto transporter do uzbrojenia. Pierwsze transportery Rosomak, wykonane w 2004 roku, zostały przekazane wojsku 8 stycznia 2005 (trzy w wersji bojowej z wieżą Hitfist-30P i 6 bazowych bez uzbrojenia). Oprócz tych, w 2005 roku dostarczono wojsku 82 Rosomaki, w tym 42 podwozia bazowe, a w 2006 roku 39 (same podwozia bazowe). Wzorcem stał się egzemplarz nr 41, na którym wprowadzono drobne poprawki wymagane przez wojsko, który latem 2005 roku przeszedł badania zdawczo-odbiorcze. Ostatecznie, na podstawie pierwszej umowy armia otrzymała łącznie 570 wozów, w tym 359 w wersji bojowej.
Początkowe plany zakładały zamówienie 690 pojazdów, w tym 313 transporterów opancerzonych Rosomak z wieżą Hitfist-30P (faktycznie bojowych wozów piechoty), 125 transporterów opancerzonych Rosomak-1 z karabinem maszynowym, 78 wozów dowodzenia, 41 ewakuacji medycznej, 34 pomocy technicznej, 32 rozpoznawcze (6×6), 23 artyleryjskie, 22 inżynieryjne, 17 rozpoznania chemicznego, 5 rozpoznania inżynieryjnego. Przy tym, transporter Rosomak-1 i wersje specjalistyczne miały być uzbrojone w zdalnie sterowany moduł z karabinem maszynowym kalibru 12,7 mm (łącznie 249 pojazdów), natomiast 89 z 313 wież Hitfist-30P miało być zintegrowanych z wyrzutniami pocisków przeciwpancernych Spike-LR. Przez dłuższy czas inne wersje nie były jeszcze gotowe i jedynym faktycznie produkowanym wariantem był bojowy wóz piechoty Rosomak z wieżą Hitfist-30P oraz nieuzbrojone podwozia bazowe, w większości magazynowane i oczekujące na wybór uzbrojenia i wyposażenia. W połowie 2007 roku zapadły jednak decyzje zmieniające liczby i rodzaje zamawianych pojazdów. Przede wszystkim zrezygnowano z transportera opancerzonego Rosomak-1, jak również ze zdalnie sterowanego modułu z karabinem maszynowym dla pozostałych wersji. W zamian planowano zamówić 159 dalszych wozów z wieżą Hitfist-30P z wyrzutniami pocisków przeciwpancernych Spike-LR. Do zamówienia wież Hitfist-30P zintegrowanych przez stronę włoską z wyrzutniami Spike-LR jednak ostatecznie nie doszło z uwagi na wysoki koszt. i pojazdy wyposażano jedynie w zwykłe wieże. Zrezygnowano też w 2007 roku z transporterów w układzie 6×6, decydując się oprzeć rozpoznawczego Rosomaka R-1/R-2 na konstrukcji ośmiokołowego bojowego wozu piechoty. Zdecydowano wreszcie wykorzystać część bazowych podwozi do opracowania wariantu transportowego dla dwóch sekcji pocisków Spike (27) oraz wozu ewakuacji medycznej (33). Kilka dalszych podwozi przekazano do skonstruowania prototypów innych wariantów.
W efekcie, w 2008 roku dostarczono wojsku 27 transporterów Rosomak S dostosowanych w prosty sposób do transportu sekcji pocisków Spike, oraz pierwsze 6 wozów ewakuacji medycznej WEM, z podwyższoną nadbudówką w tylnej części. Kolejne Rosomaki WEM, dostarczane od 2009 roku, różniły się docelową szerszą formą nadbudówki, zapewniającą więcej miejsca. W 2007 roku, w związku z zaangażowaniem w misje pokojowe, części wozów bazowych użyto do powstania nieprzewidywanego wcześniej wariantu logistyczno-transportowego, wyposażonego w odkryte stanowisko strzeleckie z obrotnicą, osłonięte wokół. Pierwsza wersja przewidziana dla kontyngentu w Czadzie miała lżejszą obrotnicę OSS-M (Opancerzone Stanowisko Strzeleckie Małe) – powstało ich 6 w pierwszej połowie 2008 roku. Druga wersja, przeznaczona do Afganistanu, miała lepiej chronioną cięższą obrotnicę OSS-D (oznaczenie producenta: M-3). Pierwsza partia 10 sztuk została skompletowana pod koniec 2008 roku, na kolejny rok przewidziano wykonanie dalszych 11. Pojazdy te otrzymały również dodatkowy pancerz. Oprócz przebudowanych, w 2008 roku wojsko odebrało 46 nowych bojowych Rosomaków.
W 2012 przedstawiono prototyp wersji z zabudowanym samobieżnym moździerzem Rak.
W lipcu 2013 firma Patria nieodpłatnie przedłużyła w ramach offsetu licencję o kolejnych 10 lat, uznając prawo także do dalszych polskich zmian konstrukcyjnych i eksportu oraz remontów przez 40 lat. 24 października tego samego roku zakontraktowano dostawę kolejnych 307 transporterów. Łącznie dostarczono w ramach tej umowy do 2020 roku 298 podwozi Rosomak.
W 2015 producent i strona fińska przedstawili dwa kolejne transportery: polski Rosomak M, o podwyższonej pływalności i fińsko-polski Rosomak XP, większy od poprzedników. Powstały z wykorzystaniem podzespołów i sumy doświadczeń, nabytych przy konstrukcji i użytkowaniu Rosomaka. Udoskonalone pancerze opracowano we współpracy z firmą IBD Deisenroth Egineering.
W tymże roku producent zaoferował wersję z zabudowaną automatyczną armatą 120 mm, przedstawianą jako wóz wsparcia ogniowego Wilk.
W 2007 roku WZM podpisały umowę na wykonanie w 2008 roku pięciu transporterów na eksport dla Patrii, która po ich przedłużeniu o 35 cm (do wersji AMV 8×8L) i wyposażeniu miała je dostarczyć dla Zjednoczonych Emiratów Arabskich. Od 2016 realizowane są zamówienia eksportowe, a szkolenia kierowców prowadzone są także w symulatorach. W kwietniu 2016 MON zadecydowało o rozpoczęciu zakupów opartych na Rosomaku wozów systemu Rak.
Od 2013 roku opracowywana była na zlecenie wojska przez konsorcjum HSW i WB Electronics wersja ze zdalnie sterowanym systemem wieżowym ZSSW-30, uzbrojonym w podwójną wyrzutnię PPK Spike LR, automatyczne działko Mk 44S kalibru 30 mm i karabin maszynowy UKM-2000C kalibru 7,62 mm. Prototyp wieży zbudowano w 2015 roku; program odnotował opóźnienia z różnych przyczyn, lecz w 2020 roku wieża przeszła pomyślnie wojskowe badania kwalifikacyjne. Wieża wyposażona jest w zautomatyzowany system kierowania ogniem firmy WB Electronics, polskie stabilizowane głowice optoelektroniczne GOD-1 (dowódcy) i GOC-1 (celowniczego) spółki PCO, z kamerami termowizyjnymi i telewizyjnymi i dalmierzem laserowym, oraz system samoobrony SSP-1 Obra z ośmioma wyrzutniami maskujących granatów multispektralnych. Wieże te mogą też zamieniać starsze wieże Hitfist-30P, od których są nieco lżejsze. Armata w wersji Mk 44S umożliwia stosowanie amunicji programowalnej. 5 lipca 2022 roku Ministerstwo Obrony Narodowej podpisało z konsorcjum umowę o wartości ok. 1,7 mld złotych na dostawę 70 kołowych BWP Rosomak wyposażonych w wieże ZSSW-30. Powstaną one z przebudowy pojazdów bazowych, a umowa będzie realizowana w latach 2024–2027. Z uwagi jednak na pogorszenie charakterystyk podczas pływania i brak zlecenia dla producenta poprawy tego parametru, zdecydowano, że Rosomaki z wieżą ZSSW-30 nie będą pływające. Wyposażone są w tej wersji w sześć siedzeń dla desantu, w tym dwa na prawej burcie.
W 2019 roku Wojsko Polskie zamówiło dwa pojazdy w wersji dowodzenia (dostarczone w 2020), a w 2020 roku osiem dalszych. W 2020 roku również zlecono przebudowę 60 pojazdów bazowych na wersję Rosomak-S do transportu pocisków Spike.
Umowa licencyjna na produkcję wozów miała zakończyć się w 2023 roku, jednak pod koniec września 2022 przedłużono ją aneksem do końca 2028 roku.

## Konstrukcja

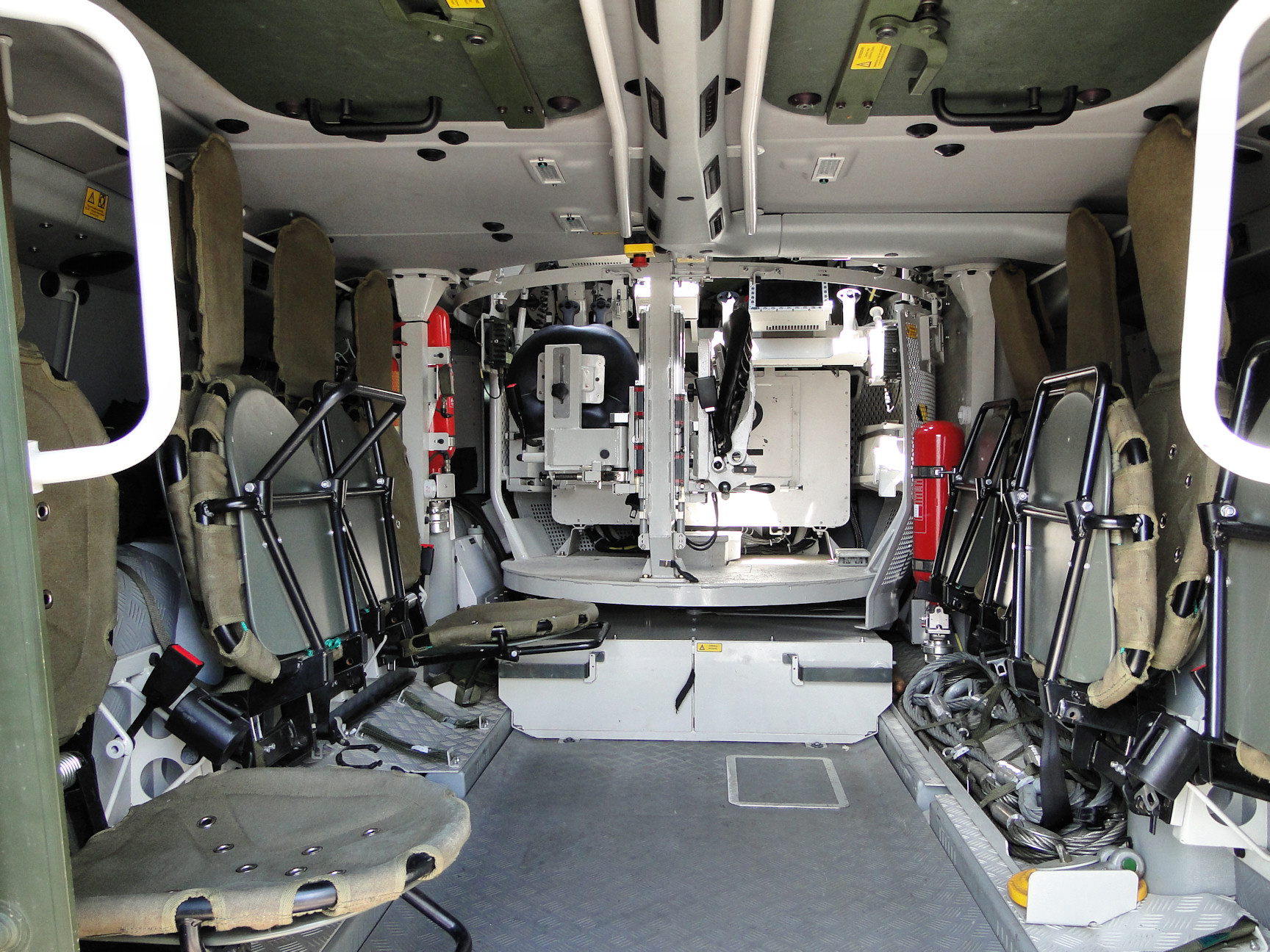
Przedział desantu KTO Rosomak, starszych wersji
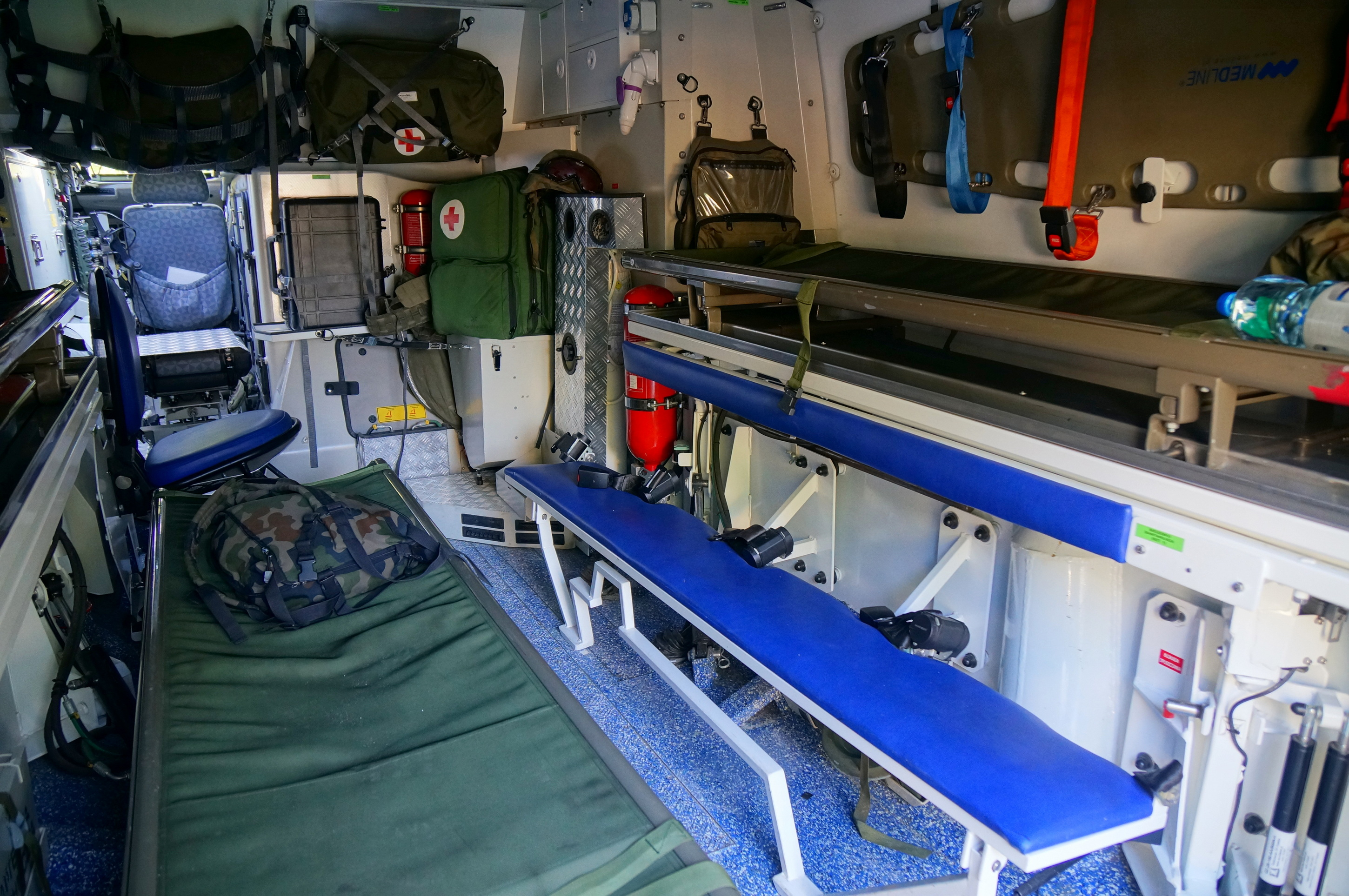
Przedział ewakuacyjny wersji WEM
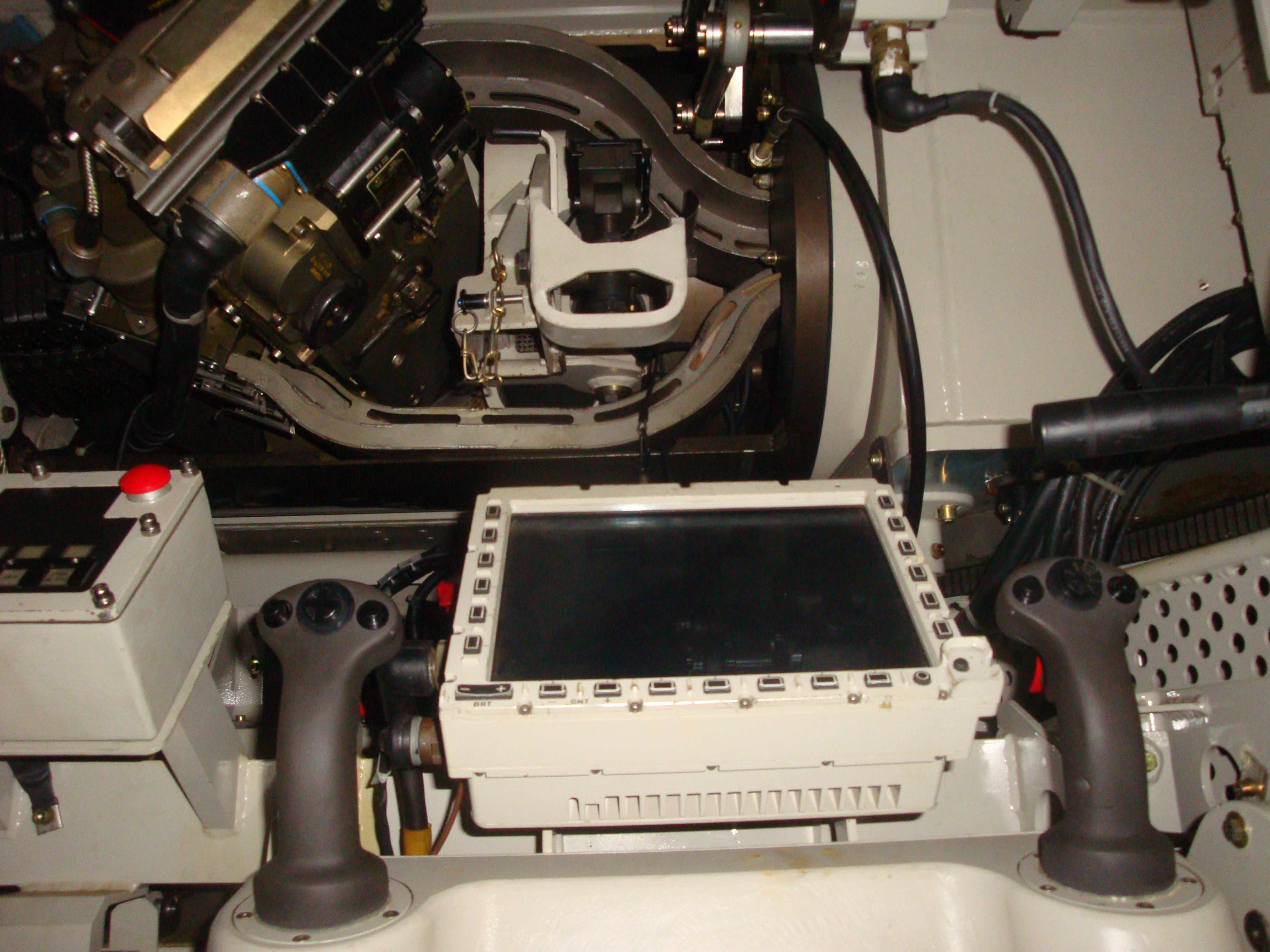
Stanowisko celowniczego
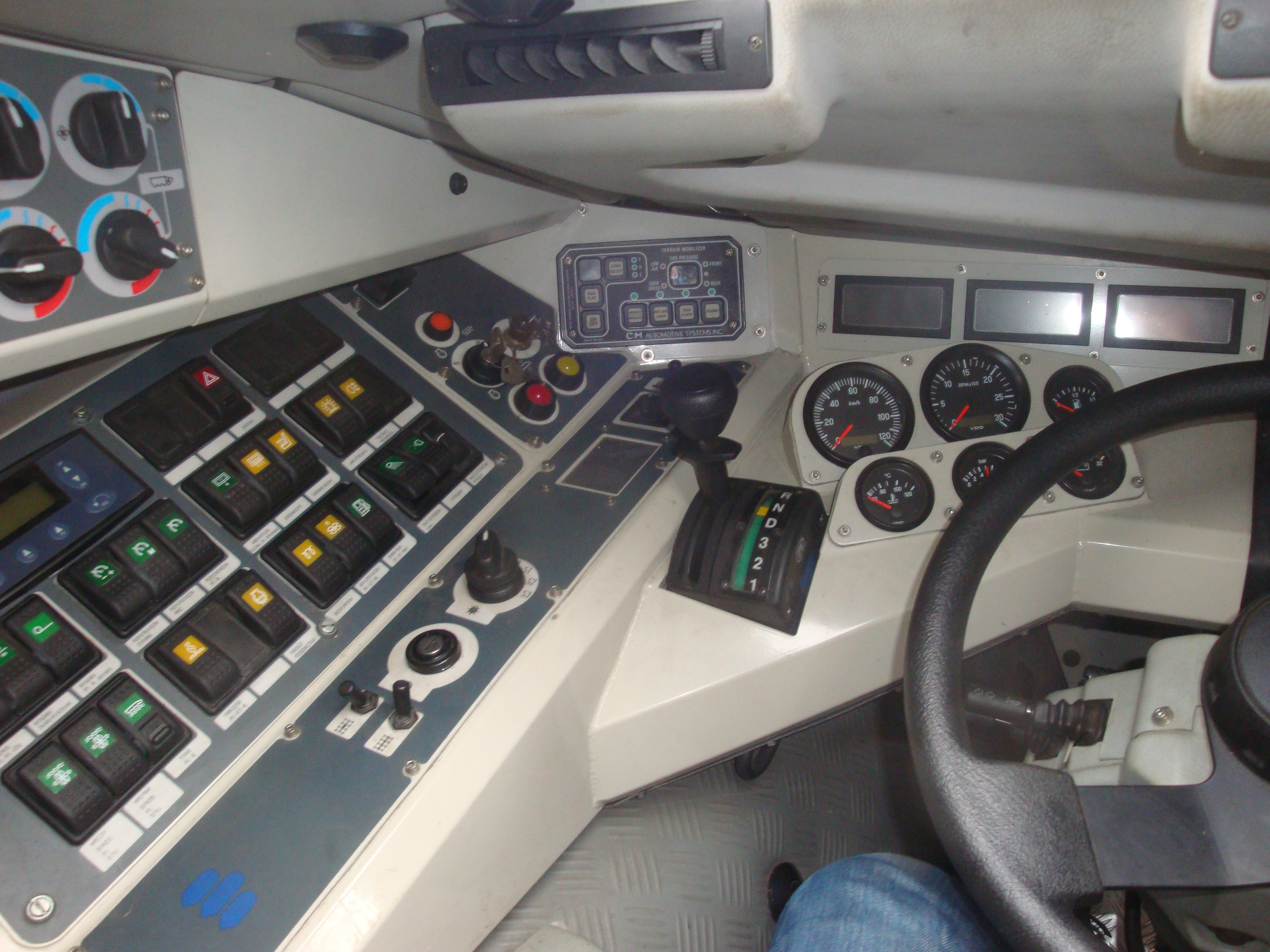
Stanowisko kierowcy

KTO Rosomak zbudowany jest w układzie 8×8 (z napędem na wszystkie koła). Bojowy Rosomak może przewozić 11 osób (kierowca, dowódca, działonowy i 8 żołnierzy desantu). Kadłub jest samonośny, skorupowy, spawany ze stali pancernej. Pod kadłubem znajduje się wspornik zawieszenia w formie kratownicy, do której mocowane są elementy zawieszenia, usztywniający konstrukcję.
Na przełomie lat 2005 i 2006 dokonywano stopniowej (chociaż nie całkowitej) polonizacji produkcji Rosomaków. Pierwsze pojazdy były wykonane w Finlandii i tylko kompletowane w Polsce, a od kwietnia 2005 roku zaczęto spawać pierwsze kadłuby w WZM. Pierwotnie zakładano, że tylko 40 pojazdów miało być produkcji fińskiej, ale proces polonizacji opóźnił się z powodu braku gotowości hali i opóźnień w uzyskaniu finansowania przez WZM i w Finlandii zamówiono dodatkowe 50 (9 wykonano w 2004 i 81 w 2005 roku). Koszt dostaw fińskich, skompensowanych zgodnie z prawem offsetem, wynosił początkowo 482 mln euro, a ostatecznie 521 mln euro, natomiast koszt dostaw włoskich 308 mln, a ostatecznie 343 mln euro. 14 grudnia 2005 zaprezentowano pierwszy egzemplarz wyprodukowany w Polsce. Początkowo w 2005 roku 21% wartości transportera pochodziło z polskich dostaw, w 2009 roku – 78%, a w 2011 roku – 94%. Moduły podwozia (ramy z układem przeniesienia napędu) początkowo produkowane były w Finlandii, a od połowy 2006 roku w spółce Komas w Janowie Lubelskim (należącej do fińskiej Komas Oy), z użyciem importowanej stali i podzespołów. Początkowo pancerz wykonywano ze stali importowanej, głównie SSAB Armax 440T/450T i Armax 500T. Po próbach i pomyślnej certyfikacji, od końca 2009 roku stal pancerną dostarcza HSW – Huta Stali Jakościowych S.A. ze Stalowej Woli (późniejsza Cognor S.A. Oddział HSJ). Korpusy Rosomaków spawane są z blach Armstal 500 (30PM) o twardości 500HB (oprócz podłogi z blach Armstal 450), zewnętrzne elementy pancerza także wykonane są ze stali Armstal 500. Opancerzenie dodatkowe zostało wykonane ze stali Armstal 550 o twardości ok. 580HB. Wieże Hitfist 30P były początkowo sprowadzane kompletne z Włoch, od 2007 roku były montowane przez Bumar Łabędy, a w miarę postępującej polonizacji, od 2010 roku są tam produkowane (spawane z aluminium). Importowane w 2017 roku w części lub całości pozostały przede wszystkim: układ gaśniczy, układ pneumatyczny i elementy sterowania.
W porównaniu z BTR-60 transporter jest wyższy o ponad 30 cm. Mimo to z racji wykorzystania w konfliktach asymetrycznych, gdzie strona ma przewagę w opancerzeniu, broni, artylerii i lotnictwie (np. inwazja Afganistanu w XXI wieku) większość strat zanotowano od fugasów oraz sabotażu, m.in. elektroniki.
Wieża Hitfist-30P zbudowana jest z pancernego aluminium oraz wyposażona w dodatkowy pancerz ceramiczny. Uzbrojeniem steruje system kierowania ogniem wyposażony w dzienno-nocny celownik DNRS-288, kamerę termowizyjną II generacji TILDE FC oraz dalmierz laserowy. Od 2016 roku kamery termowizyjne mogą być zamieniane podczas remontów na polskie nowe kamery III generacji KLW-1R produkcji PCO. Dodatkowe wyposażenie to zestaw czujników systemu SSP-1 Obra-3 oraz wyrzutnia granatów dymnych. Masa własna wieży to 2350 kg, zaś masa bojowa 2850 kg. Obrót jest możliwy w pełnym zakresie 360 stopni, zaś kąty podniesienia uzbrojenia zawierają się pomiędzy -10 a +60 stopni. Zapas gotowej do użycia amunicji 30 mm to 220 pocisków, kolejne 250 pocisków znajduje się w dwóch magazynach pod wieżą.
W skład wyposażenia wchodzi system detekcji skażeń chemicznych i radioaktywnych firmy Pimco CHERDES I, a od 2009 roku CHERDES II.

## Opancerzenie
Kontrowersje po wyborze transportera budziła kwestia jego opancerzenia. Debata polityczna i medialna na ten temat doprowadziła do zniszczenia jednego egzemplarza pojazdu podczas prób ostrzału w Polsce. Opancerzenie pojazdu jest jednak typowe dla transporterów opancerzonych takiej kategorii wagowej, z wymogiem pływalności. Pancerz jest konstrukcji modułowej i może być wzmacniany. Warstwę zasadniczą samonośnego kadłuba wykonano z blachy stalowej o grubości 8 mm. W odległości 35 mm od pancerza zasadniczego montowany jest pancerz zewnętrzny grubości 6 mm. Można ją zastąpić – podobnie jak w fińskim pierwowzorze – ceramiką lub kompozytem, polepszając tym samym odporność balistyczną pancerza, ale rezygnując z pływalności. Poziom ochrony Rosomaka przed ostrzałem pociskami 14,5 mm od przodu i 7,62 mm z pozostałych kierunków jest typowy i nie odbiega np. od używanych przez armię amerykańską pojazdów Stryker czy innych podobnych pojazdów. Pojazd wersji podstawowej posiada ochronę balistyczną kadłuba w zakresie przednich 120 stopni na poziomie IV wg standardu NATO STANAG 4569 (przeciw amunicji kalibru 14,5 mm z odległości od 200 m), a w pozostałym zakresie na poziomie III (przeciw pociskom karabinowym 7,62 mm × 54 z odległości od 30 m lub wybuch pocisku kalibru 155 mm w odległości 60 m). Wieża Hitfist spawana jest z płyt aluminiowych o grubości od 17 do 25 mm i w przednim zakresie 120 stopni zabezpiecza przed pociskami kalibru 12,7 mm, a w pozostałym przeciw pociskom kalibru 7,62 mm. Odporność przeciw ładunkom wybuchowym i minom wynosi do 6 kg materiału wybuchowego. Wnętrze pojazdu wyłożone jest aramidową wykładziną przeciwodłamkową.
MON przyjął priorytet wymogu pływalności, nie dotyczyło to jedynie wersji kierowanej do Afganistanu. Dla pojazdów przeznaczonych dla polskiego kontyngentu w Afganistanie zakupiono w połowie 2007 roku w izraelskiej firmie Rafael komplety pancerza dodatkowego montowanego na powierzchniach bocznych, tylnych i przedniej górnej płycie, zapewniającego odporność powyżej poziomu IV normy STANAG 4569. Zamówiono 56 takich kompletów, z których pierwsze zostały zamontowane w warunkach polowych w Afganistanie przed końcem lipca tego roku. Czas montażu kompletu przez przeszkoloną obsługę wynosi ok. 4 godzin. Od 2010 roku Rosomaki otrzymują polski pancerz dodatkowy, produkowany w HSW-Hucie Stali Jakościowych, wraz z lekkimi ekranami przeciwkumulacyjnymi. Przednia górna płyta kadłuba została osłonięta modułem kompozytowym grubości 130 mm, wykonanym z kilku płyt różnej grubości i twardości, przekładanych prawdopodobnie aramidem i innymi tworzywami, z lukami powietrza, zapewniającym osłonę przeciw głowicom kumulacyjnym ekwiwalentną do 330 mm pancerza (RHA), a z uwzględnieniem pochylenia – około 500 mm. Powinien on zapewniać odporność także przeciw np. starszej amunicji kalibru 30 mm rosyjskich armat 2A42 (używanej np. w BMP-2). Burty otrzymały mocowane na bazowy pancerz kadłuba 8 mm moduły z dwóch warstw stali grubości 10 mm, rozdzielonych luką powietrza 75 mm, zapewniające osłonę według poziomu IV STANAG. Wieża natomiast otrzymała moduły pancerza kompozytowego grubości 40 mm z płytek ceramicznych na podłożu aramidowym, również podnoszące osłonę do poziomu IV. Masa bojowa dopancerzonego Rosomaka nie przekracza 26 ton. W wersji M3, obrotnica OSS-D miała pancerz poziomu III. Wraz z zastosowaniem nowoczesnych ekranów bocznych RPGNet z siatki z elementami metalowymi na przecięciu drutów, dodatkowy pancerz zapewniał bardzo wysoki poziom ochrony przeciw najpowszechniejszym granatnikom z głowicą kumulacyjną. Ocenia się wręcz w literaturze, że Rosomak był najlepiej chronionym kołowym wozem bojowym na teatrze działań w Afganistanie do pojawienia się tam cięższych transporterów Boxer. Wybuchy min z reguły prowadziły jedynie do zniszczenia elementów zawieszenia, nadających się do naprawy, natomiast utratę pojazdów i załóg powodowały głównie duże fugasy, przeciwko którym brak jest skutecznej osłony. Ocenia się mimo to, że Rosomak stosunkowo dobrze prezentował się pod kątem ochrony załogi przy wybuchach fugasów. Po powrocie z Afganistanu około 100 użytkowanych tam Rosomaków, przy remontach przeprowadzono demontaż dodatkowego opancerzenia, prócz 6 pojazdów rezerwowych dla kolejnych misji.
W 2013 producent zaproponował lepsze opancerzenie dla Rosomaka, oparte na nanotechnologii.

## Wersje
Wozy Rosomak występują w Wojskach Lądowych w następujących wersjach:
- Rosomak wóz bojowy z wieżą Hitfist-30P, wyposażony w dwuosobową wieżę z armatą ATK Mk 44 na nabój 30 × 173 mm i karabinem maszynowym UKM-2000C, 6 granatników dymnych ZM Dezamet 902A kaliber 81 mm połączonych z systemem samoosłony SSP-1 OBRA-3 z wytwórni Bumar Żołnierz S.A. Zapas amunicji wynosi standardowo 80 nabojów przeciwpancernych podkalibrowych APFSDS-T i 120 wielofunkcyjnych odłamkowo-zapalająco-smugowych MP-T (można stosować same pociski wielofunkcyjne)[59]. Wozy tej wersji używane na misjach poza granicami kraju posiadały wzmocnione opancerzenie balistyczne Rosomak-M1 i Rosomak-M1M  z osłoną przeciw pociskom kumulacyjnym (RPG-7 i podobnym) QinetiQ RPGNet
- Rosomak-M2 i M3 transporter z obrotnicą  – wyposażony w obrotnicę z uzbrojeniem strzeleckim (mogły to być 7,62-mm km UKM-2000, 12,7 mm wkm NSW lub 40-mm granatnik maszynowy Mk19). Ta patrolowa wersja Rosomaka używana była w Afganistanie i Czadzie; wozy używane w Afganistanie otrzymały również dodatkowe opancerzenie, podobne jak wozy z wieżą Hitfist-30P.
- Rosomak-S transporter wyrzutni ppk Spike  – pozbawiona uzbrojenia wersja bazowa transportera, w przedziale desantu wyposażona w fotele takie jak w wersji bojowej oraz stelaże do przewozu ppk Spike. Zaprezentowany w 2007 roku, przewozi dwie sekcje z etatową i dodatkową jednostką ognia (łącznie 8 pocisków)[60].
- Rosomak-WEM wóz ewakuacji medycznej  – do udzielania pierwszej pomocy medycznej.
- Rosomak-WRT wóz rozpoznania technicznego
- Rosomak-WSRiD wielosensorowy system rozpoznania i dozoru
- M120K Rak moździerz – samobieżne działo polowe kalibru 120mm zaprojektowane w Hucie Stalowej Woli zamontowane na podwoziu KTO Rosomak (wersja kołowa)[61]
- Rosomak-NJ wóz nauki jazdy
- Rosomak-WD wóz dowodzenia – pierwsze 7 przekazano do służby w 2018 roku[62]
- Rosomak-AWD artyleryjski wóz dowodzenia – wóz dowodzenia kompanijnego modułu ogniowego M120K RAK[63]
- Rosomak ZSSW-30 bojowy wóz piechoty  z wieżą bezzałogową ZSSW-30, uzbrojoną w armatę automatyczną ATK Mk44S Bushmaster II kalibru 30 mm, karabin maszynowy UKM-2000C oraz podwójną wyrzutnię pocisków Spike LR. 5 lipca 2022 roku podpisano umowę na dostarczenie 70 egzemplarzy do 2027 roku, z wykorzystaniem dotychczas wyprodukowanych podwozi, a 8 lipca 2024 roku kolejną na 58 nowo wyprodukowanych[64].

inne planowane wersje które mogą trafić do wojska w przyszłości:
- Rosomak-1 transporter opancerzony ze zdalnie sterowanym modułem uzbrojenia z karabinem maszynowym kalibru 12,7 mm i pasywnym celownikiem dzienno-nocnym lub termowizyjnym[65]. Program wyboru stanowiska został uruchomiony dopiero w połowie 2005 roku[65]. W konkursie zwyciężyło izraelskie stanowisko Rafael RCWS-127, lecz po powtórzeniu ostatniego etapu wybrano polskie stanowisko Kobuz opracowane przez OBR SM, a po ponownym powtórzeniu w 2006 roku – włoskie OTO Melara Hitrole[66]. Ostatecznie w 2007 roku zrezygnowano z tej wersji[17].
- Rosomak-R wozy rozpoznania ogólnowojskowego: w wersji dowódczo-rozpoznawczej (R-1 WDR) i rozpoznawczej (R-2 WR) – początkowo dla pododdziałów rozpoznawczych zamówiono krótszą (o ok. 60 cm), sześciokołową wersję Rosomaka (AMV 6×6), która została po raz pierwszy zaprezentowana na MSPO we wrześniu 2005 roku[67], potem zmieniono decyzję i zdecydowano się jednak na ośmiokołowy pojazd rozpoznawczy[68]
- Rosomak-WPT wóz pomocy technicznej  – prototyp zbudowany w 2020 roku[26]
- Rosomak-RSK wóz rozpoznania skażeń[68]
- Rosomak-AWR artyleryjski wóz rozpoznawczy – część kompanijnego modułu ogniowego M120K Rak. Wyposażony w pokładowy zestaw obserwacyjno-rozpoznawczy z radarem pola walki SR Hawk (V)2 i głowicą optoelektroniczną FLIR Systems TacFLIR 280-HD na rozkładanym 4-metrowym maszcie, oraz wynośny zestaw obserwacyjno-rozpoznawczy[69]. Uzbrojony jest w zdalnie sterowane stanowisko z 7,62 mm UKM-2000C i posiada system samoobrony Obra-3C. Prototyp powstał w 2020 roku, a badania kwalifikacyjne zakończono w marcu 2021 roku[69].
- KTO Rosomak „Wilk” – prototyp wozu wsparcia ogniowego[70]

Wersje pojazdu KTO Rosomak
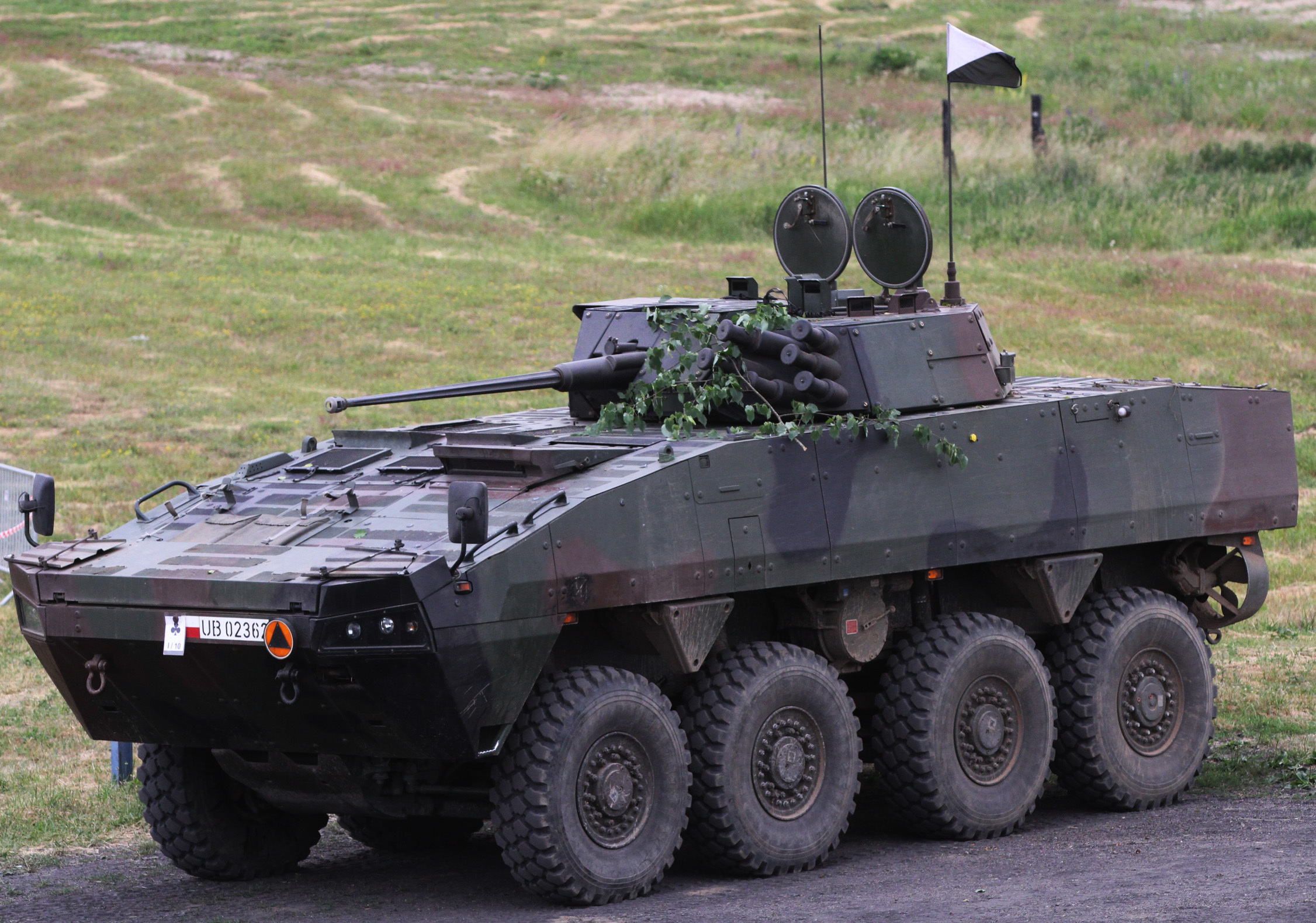
Rosomak z wieżą Hitfist-30P
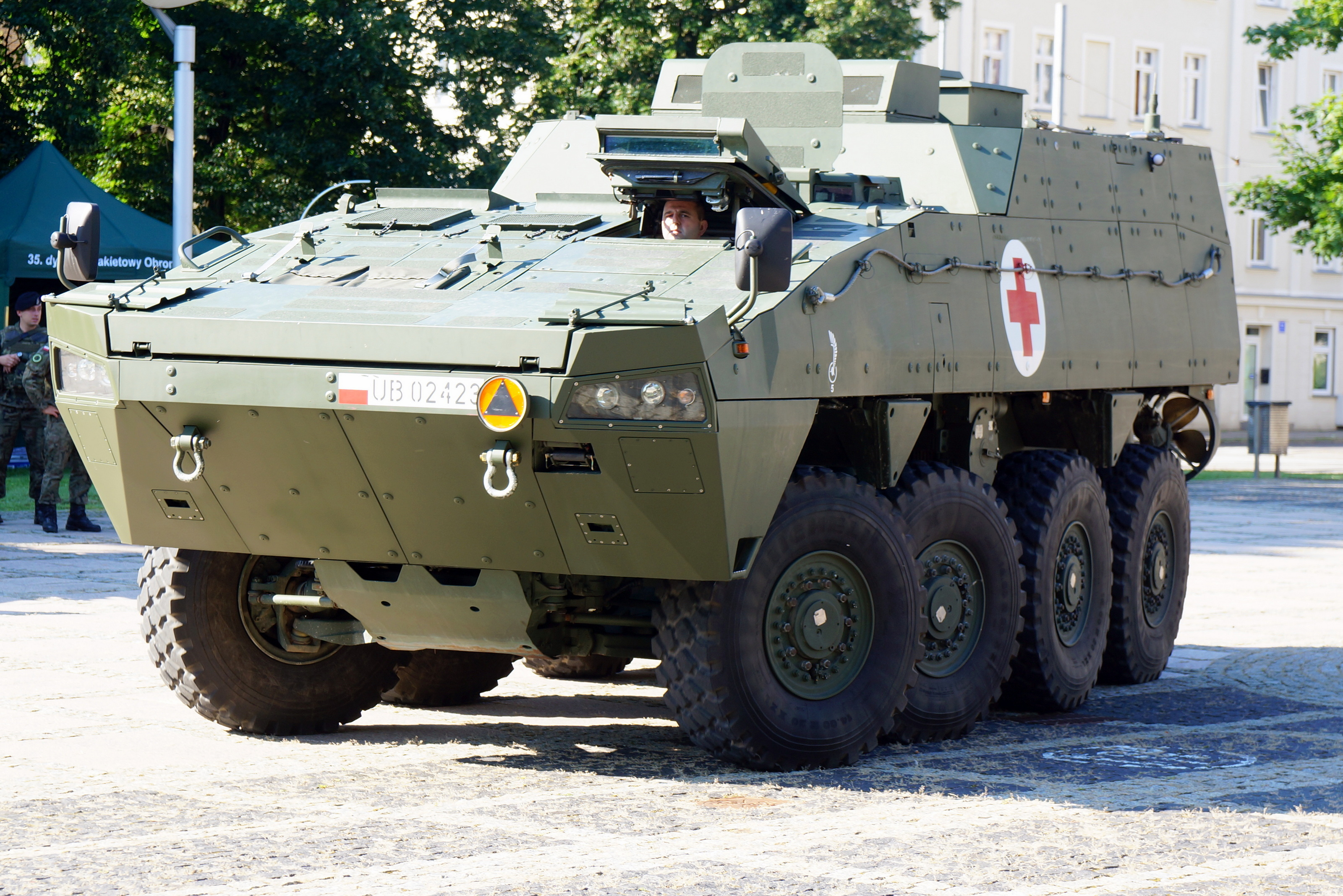
KTO Rosomak-WEM
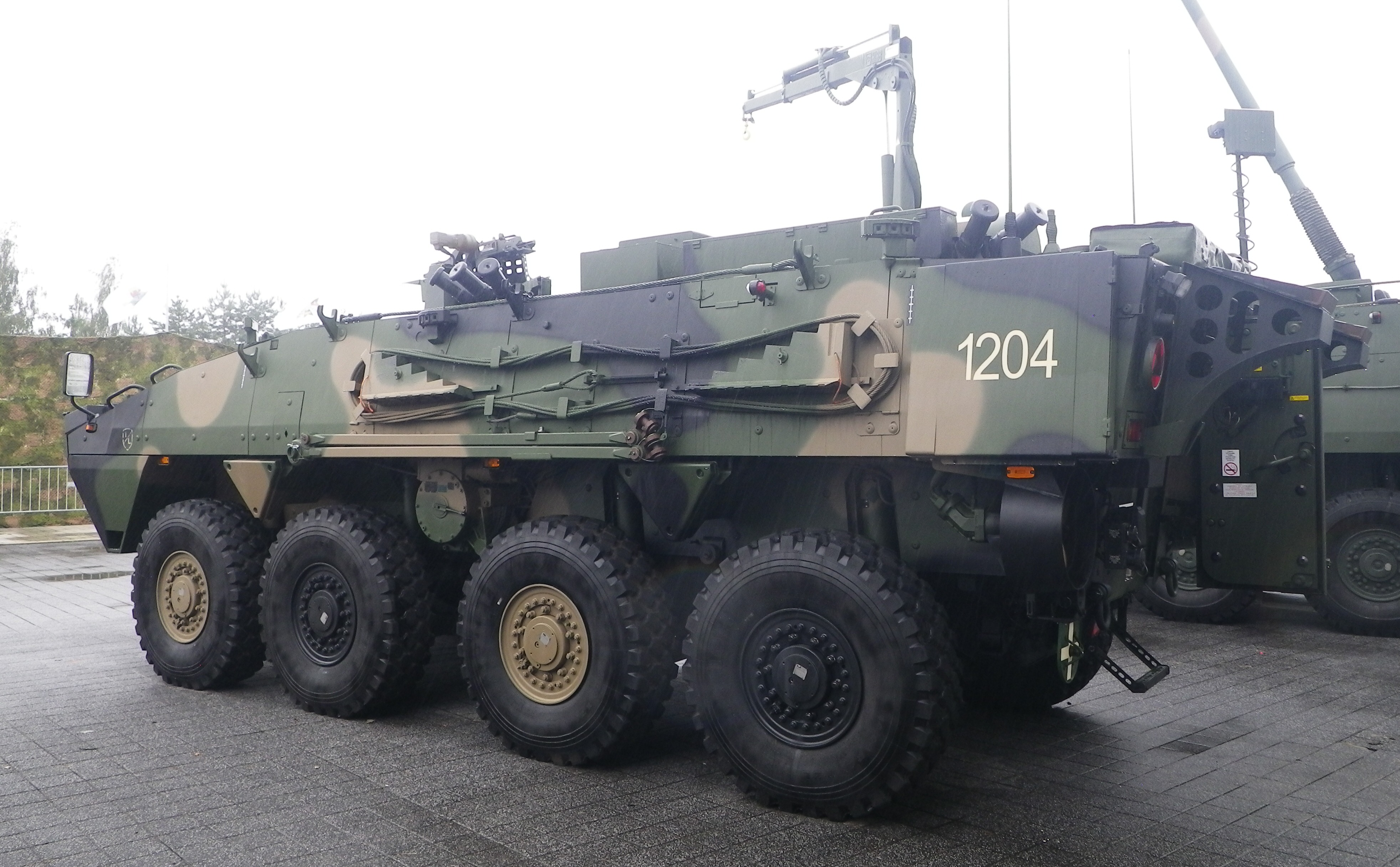
KTO Rosomak WRT – wóz rozpoznania technicznego
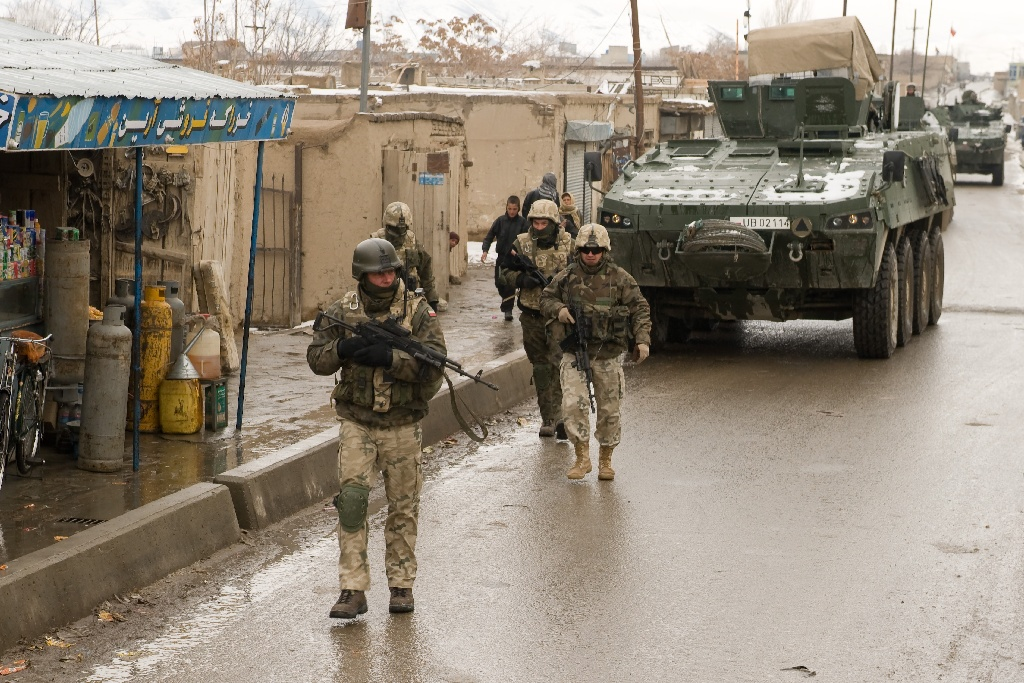
Rosomak-M3 – wersja z obrotnicą
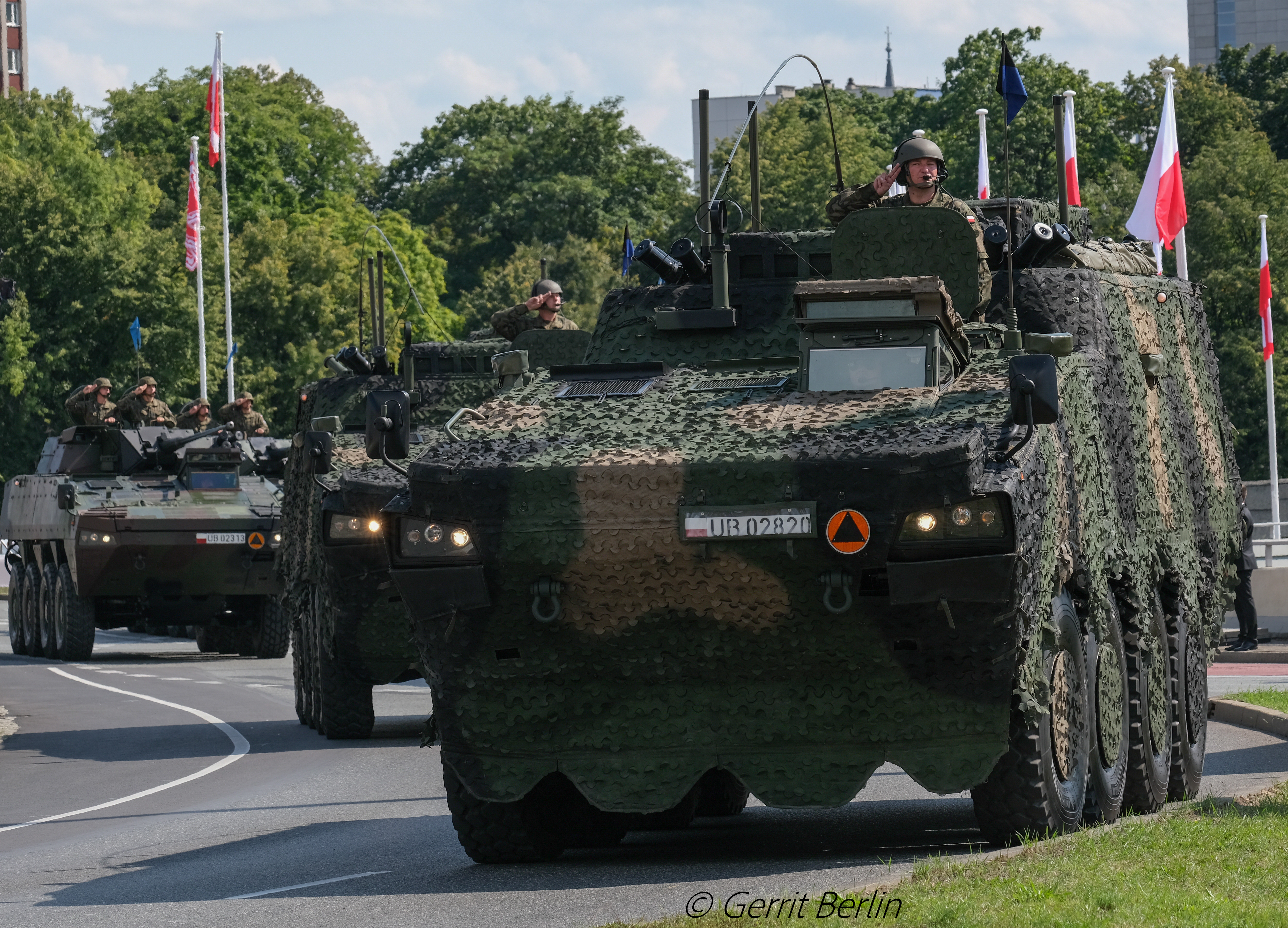
Rosomak WD – wóz dowodzenia
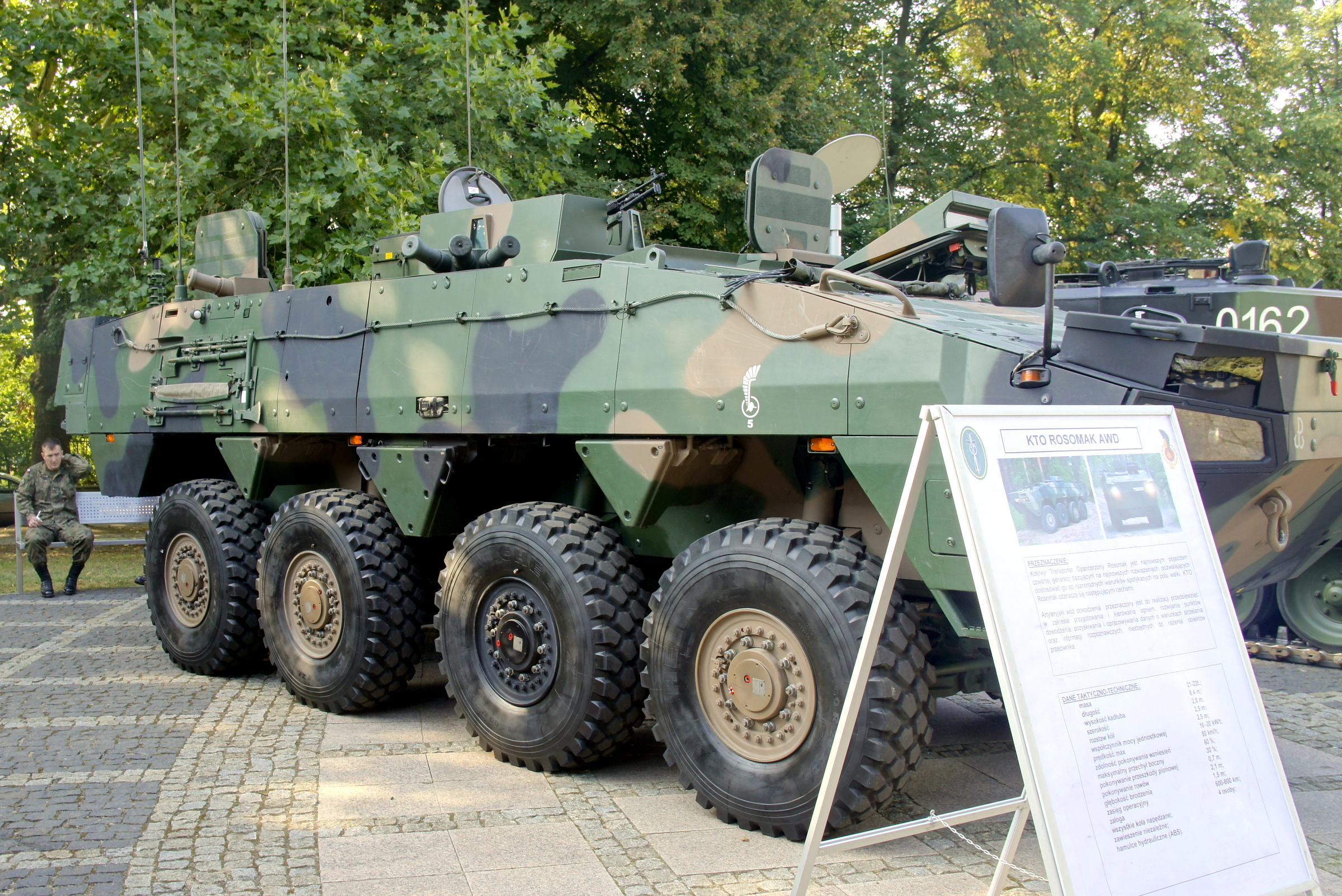
Rosomak AWD – artyleryjski wóz dowodzenia
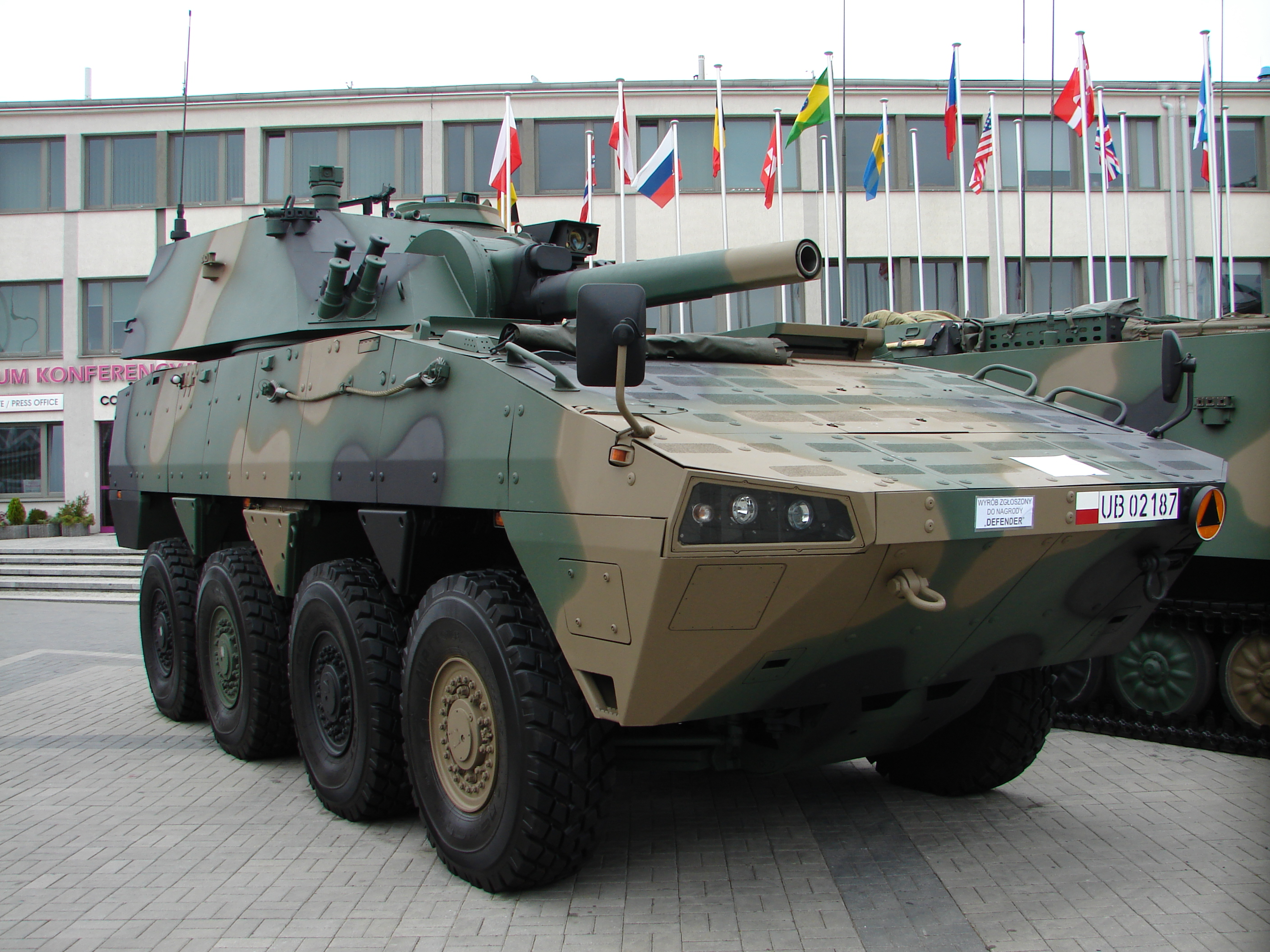
Moździerz M120K Rak na podwoziu KTO Rosomak
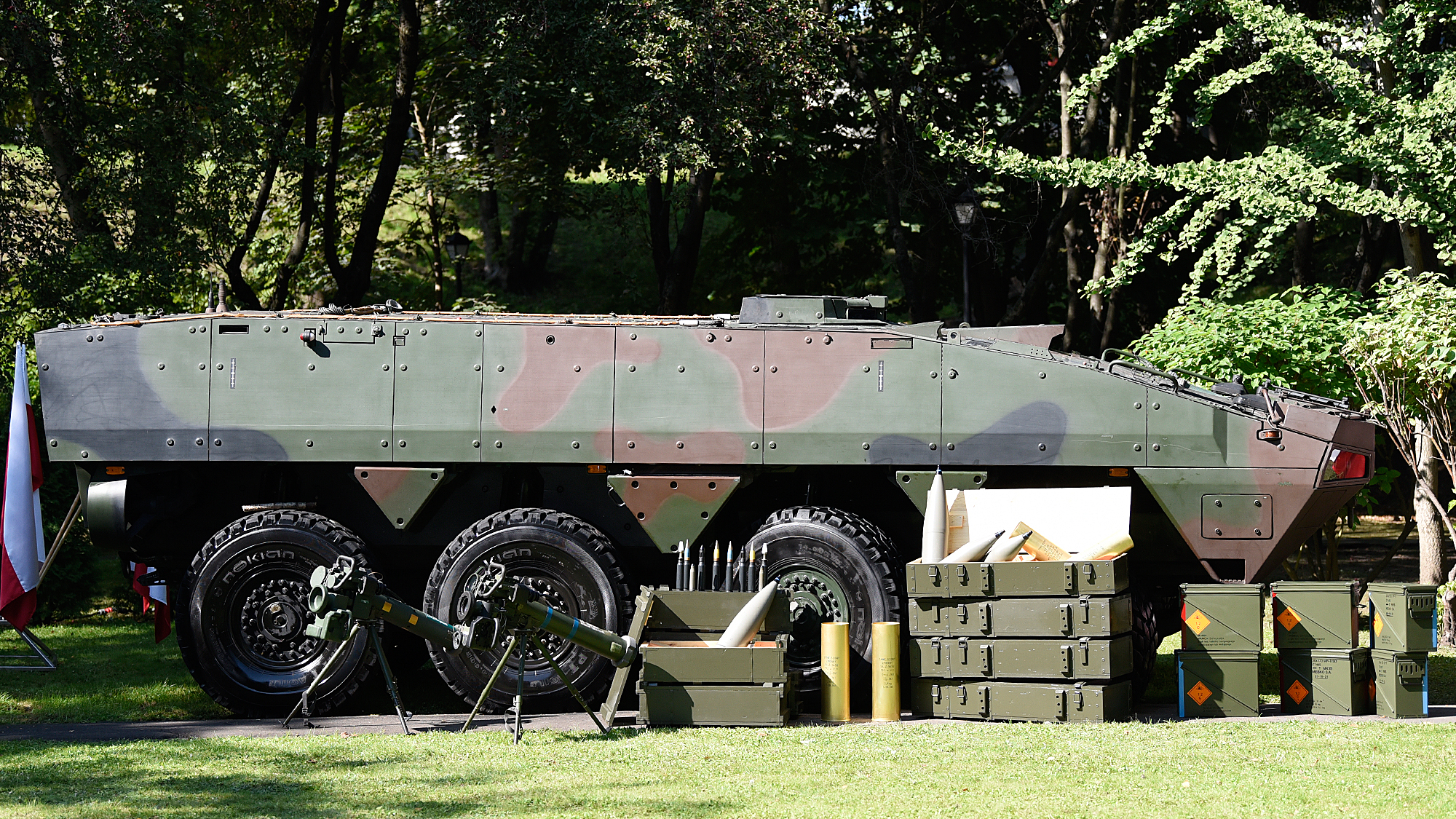
Rosomak S – wersja do przewozu PPK Spike
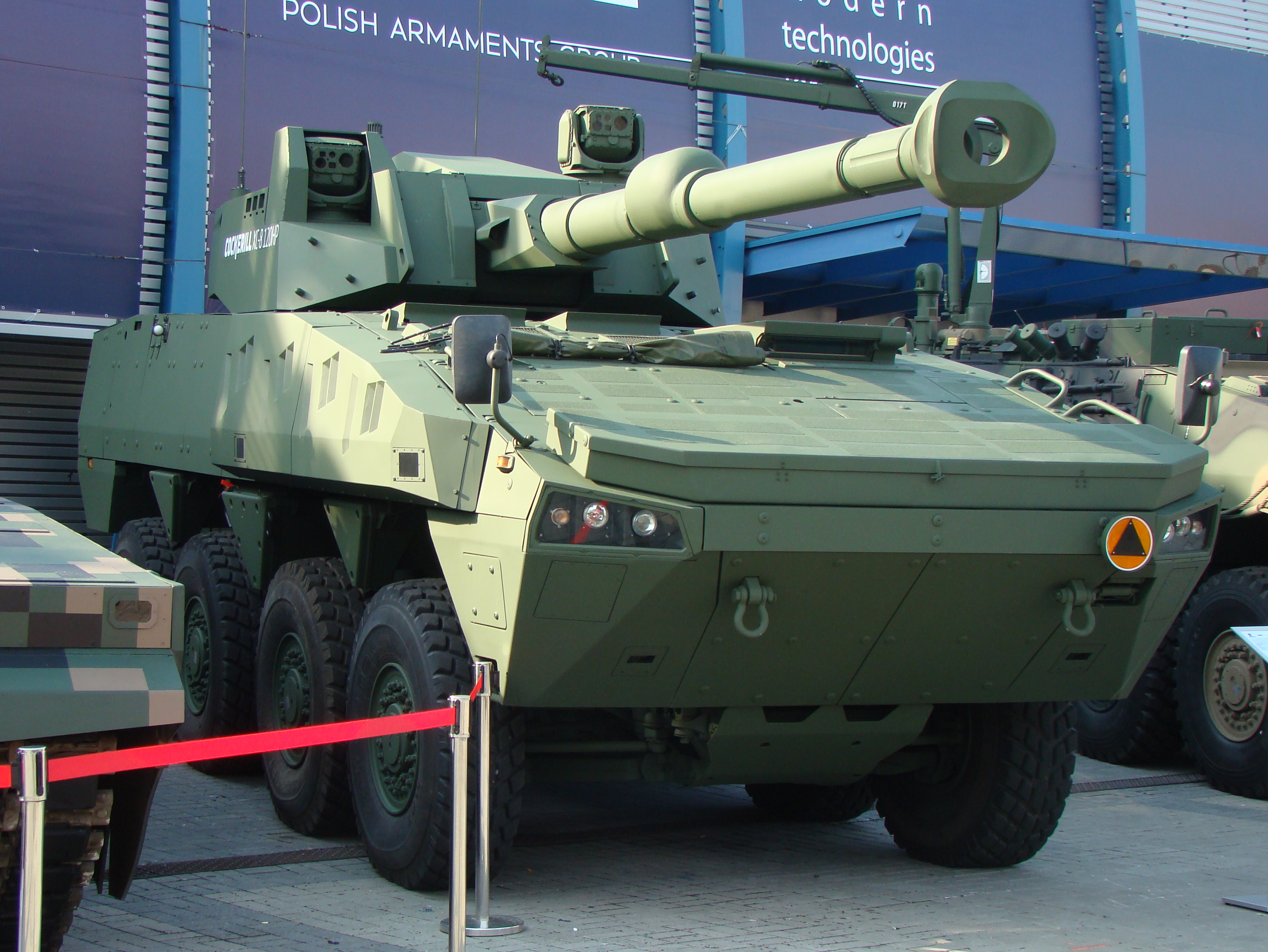
Rosomak Wilk

### Scipio
Scipio powstał w 2015, poprzez zamontowanie na platformie pojazdu KTO Rosomak 8×8 w wersji bazowej bezzałogowej wieży Turra 30 produkcji grupy słowackich firm DMD i EVPU. Wieża została pierwotnie opracowana dla modernizacji słowackich wozów BMP-1/BMP-2. Według innych źródeł wieża powstała w celu spełnienia wymagań armii słowackiej na następcę transporterów OT-64 SKOT.
Wieża uzbrojona jest w działko 2A42 kalibru 30 mm konstrukcji rosyjskiej produkowane na Słowacji, 7,62-mm karabin maszynowy PKT i dwa przeciwpancerne pociski kierowane Konkurs/Fagot, w system obserwacyjno-celowniczy z kamerą telewizyjną i termowizyjną, laserowym dalmierzem, systemem stabilizacji i automatycznym śledzeniem znaczonego celu. Masa wieży wynosi poniżej 1500 kg. Według producenta wieży można ją dostosować do zamontowania w niej innych zestawów uzbrojenia lub wyposażenia, na przykład stosowanego w Polsce amerykańskiego działka Bushmaster II lub rakiety Spike LR.
Pierwsza publiczna prezentacja transportera Scipio odbyła się podczas MSPO w Kielcach, we wrześniu 2015.

### Rosomak-M
Wersja transportera zaprezentowana we wrześniu 2015 podczas MSPO w Kielcach jako propozycja przedsiębiorstwa Rosomak S.A. W ramach modernizacji dokonano modyfikacji kadłuba polegającej na podniesieniu wyporności wozu w celu zapewnienia zdolności do pokonywania przeszkód wodnych pływaniem przy zwiększonej dopuszczalnej masie całkowitej (DMC) (z 22,5 do 23,5 tony), przy czym wskazano, że kadłub transportera podawany będzie dalszej modernizacji w celu zapewnienia zdolności pływania przy DMC zwiększonym do 24 ton. Ponadto, m.in. zintegrowano wieżę Rosomaka z dwoma wyrzutniami ppk Spike, zainstalowano system kierowania na polu walki (BMS), zmodyfikowano system kierowania ogniem poprzez zapewnienie zdolności „hunter-killer”, poprawiono system klimatyzacji/ogrzewania, zmieniono opancerzenie, zamontowano siedziska redukujące skutki wybuchu min lub IED (z ang. improvised explosive device – improwizowany ładunek wybuchowy, fugas.).

### Rosomak-XP
Wersja transportera zaprezentowana we wrześniu 2015 podczas MSPO w Kielcach jako propozycja przedsiębiorstw Patria i Rosomak S.A. W ramach modernizacji zwiększono DMC z 26 do około 30-32 ton. Ponadto zamontowano, między innymi, nowy silnik o mocy 450 kW, nowy układ napędowy, nowe koła o rozmiarze 16.00R20, nową tylną rampę desantową, zwiększono również stopień ochrony balistycznej i przeciwminowej. Na podstawie polskich doświadczeń fińskie przedsiębiorstwo przygotowało nową wersję pod nazwą AMV2 Havoc o dopuszczalnej masie całkowitej 32 ton, oferowaną USMC.

### Rosomak MLU
Propozycja ze strony Rosomak SA modernizacji i polepszenia parametrów transportera. W 2022 roku zaprezentowano demonstrator, oznaczony Rosomak MLU (ang. Mid-Life Upgrade – modernizacja w połowie cyklu życia). Poziom MLU 1 obejmuje remont z wydłużeniem resursu z 30 do 40 lat i drobnymi ulepszeniami zwiększającymi funkcjonalność (np. oświetlenie LED). Poziom MLU 2 wprowadza przede wszystkim zwiększenie objętości kadłuba i nośności istniejących transporterów przez wydłużenie podwozia i kadłuba w środkowej części o 40 cm. Umożliwia on wzrost dopuszczalnej masy całkowitej o dwie tony, do 28 t, a do pływania – do 25,5 t. W wariancie tym zastosowano opancerzenie zewnętrzne o zmienionej konstrukcji, bez załamania płyt bocznych w dolnej części, zwiększające szerokość do 3 m. Z tyłu zastosowano opuszczaną hydraulicznie rampę z pojedynczymi drzwiami zamiast dwuskrzydłowych drzwi. Zmodyfikowano układ elektryczny; powiększono zbiorniki paliwa; zastosowano także nowy układ napędowy z silnikiem Scania DC13 079A o mocy 405 kW/550 KM (z możliwością zwiększenia do 450 kW/612 KM) z automatyczną skrzynią przekładniową ZF 7HP 902 PLUS. Wzrost DMC do pływania do wartości 25,5 t kompensuje większą masę nowej wieży ZSSW-30, i pozwala na zwiększenie liczby przewożonych żołnierzy z sześciu do ośmiu (opcja), a także wzrost odporności balistycznej do poziomu 4 wg STANAG 4569A w zakresie 360º poprzez zastosowanie nowego zewnętrznego pancerza kompozytowego (także opcja). Propozycja MLU 3 jest analogiczna do MLU 2, lecz zakłada produkcję pojazdów od razu w tym standardzie.   

### Rosomak-L (long)
Jest to zmodyfikowana w ramach programu MLU pływająca wersja klasycznego podwozia KTO Rosomak z wieżą ZSSW-30, którego zamówienie jest przewidziane w 2024 roku.
17 grudnia 2024 Ministerstwo Obrony Narodowej zawarło z konsorcjum w składzie Huta Stalowa Wola S.A. (lider) i Rosomak S.A. umowę na dostawę 80 kołowych bojowych wozów piechoty Rosomak-L ze zdalnie sterowanymi systemami wieżowymi ZSSW-30 zintegrowanymi z wyrzutnią ppk Spike-LR. Dostawa ma zostać zrealizowana w latach 2027‒2028.

## Wykorzystanie w Wojsku Polskim
Pierwsze transportery Rosomak zostały przekazane wojsku 8 stycznia 2005 roku – pierwszym użytkownikiem została 17 Brygada Zmechanizowana z Międzyrzecza
Wozy KTO Rosomak są obecnie wykorzystywane w 4 brygadach i 1 pułku Wojsk Lądowych:
- 17 Wielkopolskiej Brygadzie Zmechanizowanej
- 12 Szczecińskiej Brygadzie Zmechanizowanej
- 15 Giżyckiej Brygadzie Zmechanizowanej

(w 2018 roku przyjęto na wyposażenie brygady jedynie moździerze 120mm RAK, Wozy Ewakuacji Medycznej (WEM), oraz wozy dowodzenia KMO RAK – docelowo na stan jednostki maja zostać przyjęte również wersje z wieżą bezzałogową i armatą 30mm)
- 21 Brygadzie Strzelców Podhalańskich

(w 2018 roku przyjęto na wyposażenie brygady jedynie moździerze 120mm RAK, Wozy Ewakuacji Medycznej (WEM), oraz wozy dowodzenia KMO RAK – docelowo na stan jednostki maja zostać przyjęte również wersje z wieżą bezzałogową i armatą 30mm)
- Pułku Wsparcia Dowodzenia Dowództwa Wielonarodowej Dywizji Północny Wschód

(Jedynie wozy dowodzenia i wsparcia teleinformatycznego)
W 2006 roku transportery 17. BZ wzięły udział w ćwiczeniach Anakonda 2006, podczas których sprawdzono także możliwość desantowania morskiego w pobliżu brzegu. Jesienią 2006 roku cztery transportery z wieżą, przemalowane na biało, zostały przygotowane do wysłania w ramach misji sił pokojowych ONZ (UNIFIL) do Libanu, lecz ich wysłanie tam wstrzymano.
W maju 2007 roku pierwsze 24 Rosomaki z wieżą Hitfist zostały wysłane do wsparcia Polskiego Kontyngentu Wojskowego w Afganistanie i od połowy czerwca weszły do działań bojowych. Był to jednocześnie debiut bojowy transporterów opancerzonych rodziny AMV. Od końca lipca 2007 roku były wyposażone na miejscu w dodatkowe opancerzenie. Pojazdy były wysoko oceniane przez żołnierzy i specjalistów, dysponując dużą siłą ognia (większą np. od amerykańskich bwp M2 Bradley). W ciągu pierwszego pół roku przejechały ponad 85 tysięcy km i kilka zostało uszkodzonych, w tym dwa poważnie na fugasach, lecz załogi nie odniosły poważniejszych obrażeń. Późniejsze walki wiązały się także ze stosunkowo nielicznymi stratami w załogach, przede wszystkim w pojazdach zniszczonych od fugasów dużej mocy. Na skutek intensywnych walk, liczba Rosomaków w Afganistanie wzrastała i w 2010 roku było ich 89, a największa liczba wynosiła 134 (ogółem wysłano 181 wozów). Według niepotwierdzonych szacunków, prawie każdy z pojazdów został przynajmniej raz porażony ogniem broni strzeleckiej lub przeciwpancernej, a ponad połowa wymagała napraw uszkodzeń. Najczęściej były atakowane z granatników przeciwpancernych rodziny RPG-7 i wielkokalibrowej broni maszynowej (12,7 mm i 14,5 mm). Mimo to, straty bezpowrotne na miejscu wyniosły 8 Rosomaków M1M i 6 M3, a po badaniach uszkodzeń w Polsce ogółem ze stanu skreślono ponad 30 pojazdów. Opancerzenie dodatkowe spełniło swoją funkcję wobec środków przeciwpancernych używanych w tym konflikcie i ocenia się, że użycie dopancerzonych Rosomaków pozwoliło na uratowanie zdrowia lub życia ponad stu żołnierzy.
9 stycznia 2008 roku wojsko przejęło pierwsze 6 Rosomaków-WEM.
W polskiej służbie przyjęto liczebność drużyny piechoty zmotoryzowanej przewożonej na Rosomakach na ośmiu lub dziewięciu żołnierzy, z tego załoga liczy trzech żołnierzy, którzy się nie spieszają (kierowca, działonowy, dowódca załogi). Pociągnęło to za sobą zmniejszenie przewożonej sekcji ogniowej drużyny do pięciu lub sześciu żołnierzy (krytykowane w prasie fachowej). W efekcie, w transporterach użytkowanych w Afganistanie wymontowywano dwa siedzenia dla desantu dla zwiększenia miejsca na wyposażenie. Pluton zmotoryzowany składa się z czterech wozów, z których trzy przewożą po drużynie zmotoryzowanej, a czwarty sekcję wsparcia. Sekcja ogniowa drużyny zmotoryzowanej składa się z sześciu (lub pięciu) żołnierzy, w tym dowódcy drużyny, celowniczego karabinu maszynowego (UKM-2000P), celowniczego granatnika przeciwpancernego (RPG-7W) i strzelców. Oprócz broni zespołowych, sekcja ogniowa posiada karabinki (Beryl), z tego jeden z granatnikiem Pallad; karabinek ma także dowódca załogi. Oprócz nich, w transporterach zajmują miejsca dowódca plutonu i jego radiotelefonista (obaj z karabinkami), względnie według innej struktury, czterech żołnierzy dowództwa plutonu. Sekcja wsparcia liczy również pięciu żołnierzy, uzbrojonych w moździerz 60 mm LM-60 i granatnik automatyczny 40 mm Mk 19, oprócz karabinków.
W grudniu 2023 roku wojsko odebrało pierwsze pięć Rosomaków z wieżą bezzałogową ZSSW-30, które jako pierwsze weszły na wyposażenie 1 Batalionu Strzelców Podhalańskich.

## Użytkownicy
- Polska
- Zjednoczone Emiraty Arabskie[82] - 40 podwozi bazowych dostarczono do fińskiej Patrii, po integracji wyposażenia bazowego, zostały dostarczone Zjednoczonym Emiratom Arabskim[9]
- Ukraina – w kwietniu 2023 roku Ukraina zamówiła 200 sztuk KTO Rosomak (na początku zamówienie obejmowało 100 sztuk jednak po kilku dniach zostało powiększone)[83][84]. Zamówienie miało zostać sfinansowane ze środków amerykańskich oraz unijnych[85].